# Fiji Link
Fiji Link, voorheen Pacific Sun is een regionale luchtvaartmaatschappij in Fiji. De maatschappij voert vluchten uit naar Fiji, Tonga en Tuvalu. Het is de dochteronderneming van Fiji Airways.

## Geschiedenis
Fiji Link werd in 1980 als Sunflower Airlines opgericht waarna de eerste vlucht op 15 juli 1981 volgde. In 2002 werd de maatschappij hernoemd naar Sun Air en in 2007 verkocht aan Air Pacific. Air Pacific noemde de maatschappij Pacific Sun en dit werd de voorloper van het huidige Fiji Link.
Op 24 april 2023 werden de CEO en CCO opgepakt op verdenking van het niet naleven van de veiligheidsregels, zij zijn inmiddels weer vrij.

## Vloot

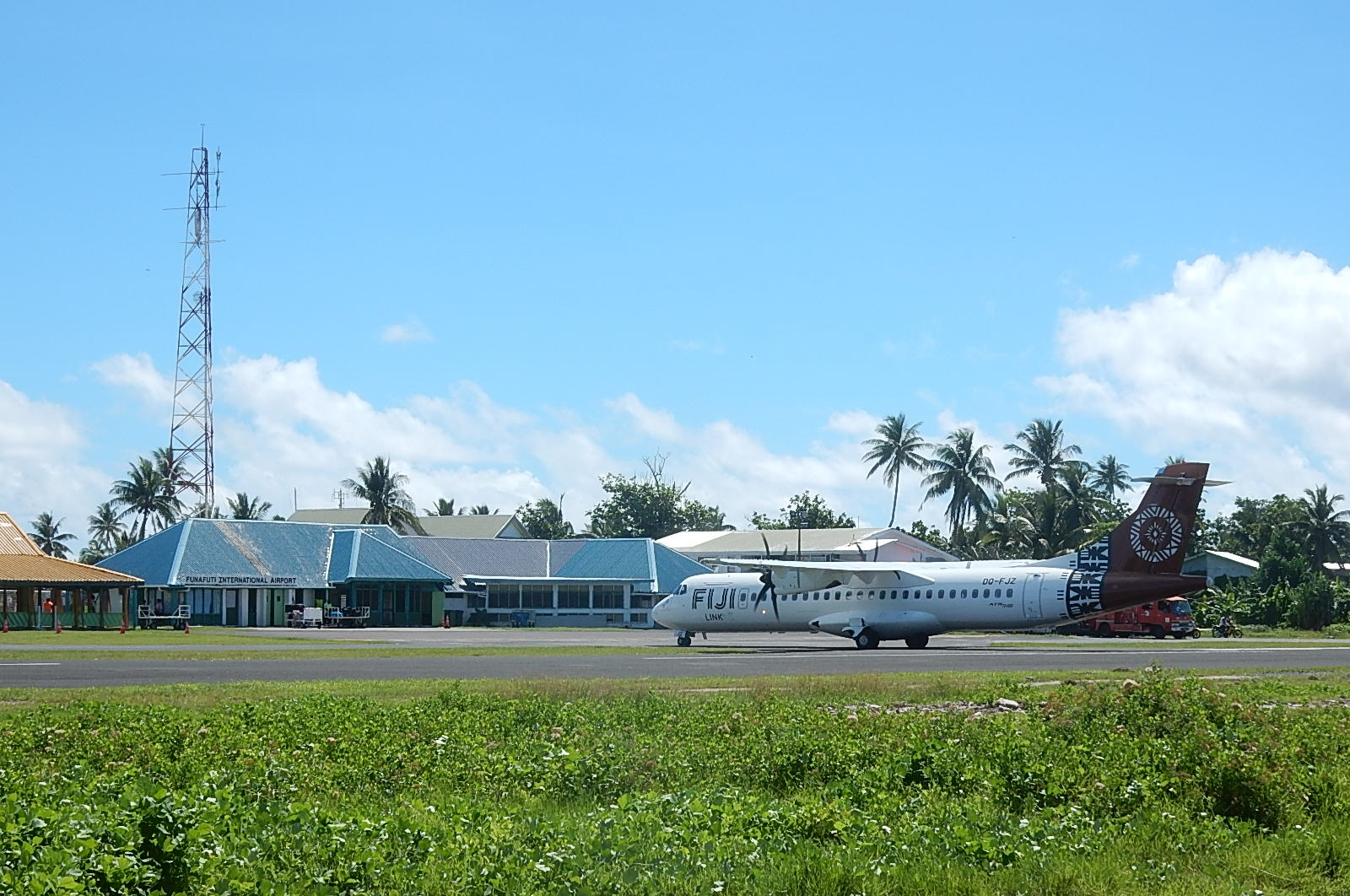
Een ATR 72-600 op Funafuti International Airport

De vloot van Fiji Link bestaat uit (april 2024):
| Type                                 | In dienst | Orders | Opmerkingen |
| ------------------------------------ | --------- | ------ | ----------- |
| ATR 42-600                           | 1         | —      | DQ-FJY      |
| ATR 72-600                           | 4         | 1      |             |
| De Havilland Canada DHC-6 Twin Otter | 4         | —      |             |
| Totaal                               | 9         | 1      |             |

## Bestemmingen
Fiji Link voert vluchten uit naar de volgende bestemmingen (april 2024):
| Land    | Stad         | Luchthaven                           | Opmerkingen |
| ------- | ------------ | ------------------------------------ | ----------- |
| Fiji    | Cicia        | Luchthaven Cicia                     |             |
| Fiji    | Koro         | Luchthaven Koro                      |             |
| Fiji    | Labasa       | Luchthaven Labasa                    |             |
| Fiji    | Lakeba       | Luchthaven Lakeba                    |             |
| Fiji    | Nadi         | Nadi International Airport           | hub         |
| Fiji    | Rotuma       | Luchthaven Rotuma                    |             |
| Fiji    | Suva         | Nausori International Airport        | hub         |
| Fiji    | Savusavu     | Luchthaven Savusavu                  |             |
| Fiji    | Taveuni      | Luchthaven Matei                     |             |
| Fiji    | Vanua Balavu | Luchthaven Vanua Balavu              |             |
| Fiji    | Vunisea      | Luchthaven Vunisea                   |             |
| Tonga   | Vava'u       | Vava‘u International Airport         |             |
| Tuvalu  | Funafuti     | Funafuti International Airport       |             |
| Vanuatu | Port Vila    | Internationale luchthaven Bauerfield |             |